# Галвестон (фильм)
«Га́лвестон» (англ. Galveston) — американский драматический триллер французской актрисы, певицы, сценариста и режиссёра Мелани Лоран, снятый по одноимённому роману писателя Ника Пиццолатто, являющимся создателем и сценаристом сериала «Настоящий детектив» телеканала HBO. Фильм рассказывает историю Роя Кэди, наёмного киллера, бывший босс которого решает от него избавиться. Рой пускается в бега, захватив с собой юную проститутку Ракель (Рокки) и её младшую сестру. Главные роли исполняют Бен Фостер (Рой Кэди) и Эль Фэннинг (Рокки). Мировая премьера фильма состоялась 10 марта 2018 года на кинофестивале «South By Southwest» (SXSW), США. В России картина вышла в прокат 18 октября 2018 года.

## Сюжет
Рой Кэди, наёмный убийца с алкогольной зависимостью, покидает кабинет врача после того, как узнаёт свой диагноз — рак лёгких. Однако бывший босс Роя планирует покушение и отсылает Роя с напарником к жертве. Одновременно с этим, отправляет туда двух киллеров на зачистку, которых главный герой впоследствии убивает, прежде чем они сами успевают это сделать. Кэди обнаруживает связанную девушку, Рокки, молодую проститутку, которая находилась в плену у киллеров, и неохотно забирает её с собой из дома. Он оставляет Новый Орлеан и направляется в свой родной город — Галвестон.
По дороге Рокки рассказывает о том, что думала, что дело, которым она занимается, абсолютно законно, так как саму вакансию она нашла в журнале, а затем просит остановиться возле дома, где она, по её словам, должна получить деньги, которые причитались ей. Рой ждёт в машине, а после раздавшихся выстрелов видит Рокки, выбегающую из дома с маленькой девочкой, Тиффани. Позднее мы узнаем, что девушка убила своего отчима, который ранее насиловал её, и что маленькая девочка является её дочерью.
Спустя некоторое время Рой находит компроментирующие документы на своего бывшего босса и начинает его ими шантажировать, требуя крупную сумму денег за то, что будет молчать. Полный решимости Рой говорит Рокки, что поможет ей пойти учиться и самореализоваться в жизни.
Кэди и Рокки отправляются на свидание в местный бар, где их поджидают люди бывшего босса Роя и разлучают их. Главного героя сильно избивают, однако знакомая женщина из прошлого даёт ему бежать. Он ищет Рокки и находит её в другой комнате, мертвой и изнасилованной. Рой убегает и убивает телохранителя, забирая его пистолет и машину. Через несколько мгновений он попадает в аварию.
Рой просыпается в больнице и узнаёт, что его заболевание излечимо. После чего находится за решеткой по нескольким обвинениям. Рой отказался давать показания против босса, так как получил угрозы о том, что месторасположение девочки Тиффани известно и она будет убита, если Рой воспрепятствует ходу событий.
Через 20 лет, Рой, находясь в своём доме, встречает у порога Тиффани, уже совсем взрослую. Он рассказывает ей всю правду и просит её найти безопасное убежище подальше, так как на город надвигался ураган Айк. После ухода девушки, Рой направляется к пляжу, где предается воспоминаниям о Рокки.

## Актёрский состав
- Бен Фостер — Рой Кэди
- Эль Фэннинг — Рокки
- Лили Рейнхарт — Тиффани
- Роберт Арамайо — Трэй
- Мария Вальверде — Кармэн
- Бо Бриджес — Стэн

## Съёмки
К съемкам и подбору актёров приступили в начале 2017 года. Съёмки фильма происходили в Саванне, США.

## Критика
Среди зарубежных критиков фильм получает довольно смешанные рейтинговые оценки. На сайте Rotten Tomatoes рейтинг одобрения составляет 72 %, основываясь на 53 отзывах со средним баллом 6,3 из 10. Среди оценки пользователей сайта фильм оценивается в 3,32/5 (368 голосов). Metacritic — 57/100 (17 оценок критиков). На широко известном портале IMDB фильм получает оценку 6,2/10 (8,627 оценок).

Среди 6 рецензий от российских изданий картина получает 51/100. Евгений Ткачёв, кинокритик «Афишы» пишет:
«Режиссёру в конце концов таки удается рассказать хоть и несовершенную, но печальную историю, от которой в финале, чтобы ты ни делал, щемит в груди и встает ком в горле — историю про огромную, как океан, вину и невозможность её искупления». 
Критик проекта The Village Алиса Таёжная же пишет: 
«Медитативный нуар с Эль Фаннинг по сценарию создателя „Настоящего детектива“; могло быть и лучше… При всех достоинствах (особенно визуальных), „Галвестон“ выглядит как сторонний проект для каждого участника: кажется, параллельно со съемками каждый из них вкладывался в другой, куда более амбициозный фильм»

## Номинации и награды
| Год  | Кинофестиваль/Кинопремия   | Категория              | Номининант   | Премия    |
| ---- | -------------------------- | ---------------------- | ------------ | --------- |
| 2018 | Philadelphia Film Festival | Jury Award             | Мелани Лоран | Номинация |
| 2018 | SXSW Film Festival         | SXSW Gamechanger Award | Мелани Лоран | Номинация |